# Паттон (фильм)
«Паттон» (англ. Patton) (1970) — биографическая военная драма режиссёра Франклина Шеффнера по сценарию Фрэнсиса Форда Копполы и Эдмунда Норта с Джорджем Кэмпбеллом Скоттом в главной роли, основанная на книгах «Паттон: испытания и триумф» (англ. Patton: Ordeal and Triumph) Ладисласа Фараго и «Истории солдата» (англ. A Soldier's Story) Омара Брэдли, выступившего во время съёмок также в качестве главного военного консультанта. Вступительный монолог, произнесённый Паттоном с огромным американским флагом за спиной, остаётся культовым и часто цитируемым образом в кино.
Картина получила 7 премий «Оскар» при 10 номинациях, в том числе за "Лучший фильм" и "Лучшего режиссёра". Джордж Скотт, удостоенный премии за лучшую мужскую роль, не появился на церемонии и не забрал статуэтку.
В 2003 году лента внесена в Национальный реестр фильмов, как обладающая «культурным, историческим или эстетическим значением».
По версии Американского института кино картина занимает 89-е место в списке 100 фильмов за 1998 год (выбыла в 2007) и 29-е место в списке героев 100 героев и злодеев (генерал Паттон).

## Сюжет
Генерал-лейтенант Джордж Смит Паттон-младший (Джордж Кэмпбелл Скотт), одетый в парадную форму и увешанный боевыми наградами, отдаёт честь на фоне американского флага, после чего обращается к невидимой аудитории американских солдат:
«Прошу садиться. Я хочу, чтобы вы помнили, что ни один ублюдок никогда не выигрывал войну, умирая за свою страну. Выигрывают войну, убивая других бедных тупых ублюдков из других стран. Ребята — во всей этой дряни, которую вы слышите, что Америка не хочет воевать, хочет остаться вне войны — много лошадиного дерьма. Американцы, в общем-то, любят драться, и настоящие американцы любят остроту боя. Когда вы были детьми, вы все восторгались меткими стрелками, быстрыми бегунами-игроками премьер-лиг и крепкими боксёрами. Американцы любят победителей и не выносят неудачников. Американцы всегда играют на победу — я бы слова не замолвил за человека, который потерпел неудачу и осмеян. Вот почему американцы никогда не проигрывали и никогда не проиграют войну — потому что любая мысль о проигрыше ненавистна американцу. Итак, армия — это команда, она живёт, ест, спит и дерётся, как команда. Индивидуальность — это куча дерьма. Миллионы ублюдков, которые пишут всякую чепуху о личном в „Saturday Evening Post“, знают не больше о настоящем сражении, чем о половых сношениях. А у нас сейчас есть прекрасная еда и техника, лучший дух и лучшие люди в мире. Вы знаете, ей-Богу, мне в самом деле жалко этих ублюдков, против которых мы идём воевать. Да-да, это так. Мы идём убивать не только всяких подонков — мы собираемся выпустить их кишки и смазать ими гусеницы наших танков. Мы будем убивать этих вшивых немцев бочками! Итак, я знаю, что некоторые из вас хотят узнать, отступим мы или нет под ураганным огнём. Не беспокойтесь об этом. Хочу вас заверить, что все вы будете исполнять свой долг. Нацисты — наши враги! Набросимся на них, прольём их кровь, проткнём им брюхо! Когда ты коснёшься рукой чего-то липкого — это значит, что за момент до этого ты смотрел в лицо своего лучшего друга. Вы будете знать, что делать. И ещё одно вы должны помнить — я не хочу получить послания типа: „Мы держим наши позиции.“ Мы ничего не держим. Заставьте немцев сделать это — мы постоянно движемся вперёд, мы не собираемся держать что-либо, кроме врага. Мы хотим схватить его за нос и дать ему пинок под зад! Мы будем всё время выбивать землю из-под него, и мы пройдём сквозь него, как дерьмо через гуся! Итак, вот ещё, что вы должны, ребята, сказать, когда вернётесь домой — вы сможете поблагодарить Бога за это. Через 30 лет, когда вы будете сидеть у домашнего очага с вашим внуком на коленях, и он спросит вас: „Что ты делал во время Второй мировой войны?“, вы не захотите ему сказать: „Ну… Я копал дерьмо в Луизиане.“ Ну ладно. Итак, сукины дети — вы знаете, что я чувствую. Я… я буду горд вести вас, таких классных ребят, на сражения в любое время и в любом месте. Это всё.»
Африканский театр военных действий. Перевал Кассерин, Тунис, 1943 год. В первом столкновении в с немцами в битве за перевал 19 — 22 февраля 2-й корпус под командованием генерала Андерсона (прототип — генерал Фредендалл) терпит унизительное поражение от фельдмаршала Эрвина Роммеля, трупы обирают арабские жители.
Рабат, Марокко. Паттон получает награду за мароккано-алжирскую операцию («Факел») по высадке войск на континенте. 6 марта генерал становится командующим 2-м корпусом, а его заместителем — генерал Омар Брэдли (Карл Молден). Паттон немедленно начинает воспитывать дисциплину среди солдат — обещает содрать кожу за плохое состояние формы, срывает пикантные фотографии в казарме, распоряжается выгнать из госпиталя двух самострелов, не принимать солдат с «нервным шоком», считая это трусостью, и надеть врачу каску, предварительно просверлив дырки для стетоскопа. Во время внезапного налёта генерал в общей суматохе бесстрашно выходит на улицу и стреляет по истребителям из пистолета. Паттон уважает Роммеля как соперника, называя его «гениальным сукиным сыном» и мечтая отправить тому выгравированное сообщение «Встречай меня одного в пустыне» и сразиться один на один на танках, исход чего предрешил бы исход войны, после чего произносит «Господи, как же я ненавижу XX век.»
Берлин. Генерал-полковник Альфред Йодль (Рихард Мюнх), начальник штаба Адольфа Гитлера, встречается с Роммелем (Карл Михаэль Фоглер), зачитывающему тому характеристику генерала Паттона, перед докладом фюреру. Паттон засыпает за прочтением книги Роммеля «Танковая атака», после чего получает сообщение о готовящемся наступлении у Эль-Гветтаре. У генерала появляется шанс доказать свою ценность. 23 марта корпус одерживает победу над немецкими войсками. В сражении от пулемётов истребителя погибает молодой капитан Ричард Дженсон (Морган Полл), Паттон лично провожает его в последний путь.
Комментатор Лоуэлл Томас озвучивает киноновости, оформленные в виде чёрно-белой документальной хроники:
"Соединение британских и американских войск в Тунисе !
Потрёпанные в боях, но победившие, американская и британская армии встретились на праздновании победы союзных войск в Вади Акарит, Северная Африка. В первый раз в этой войне Бродвей и Пикадилли пожали друг другу руки.
Монти торопится!
Тем не менее, генерал Монтгомери, герой Эль-Аламейна, продолжает руководить победоносной 8-й британской армией в безжалостном походе против хвалёной армии Роммеля».
После совещания штаба в разговоре с Йодлем Роммель считает, что романтик Паттон, живущий в XVI веке, нападёт не на Сардинию, а на Сицилию, как однажды сделали афиняне.
Мостаганем, Алжир. Паттон отмечает упорство своего британского коллеги; генерал Бернард Монтгомери (Майкл Бейтс) постоянно подрывает американские силы, дабы монополизировать военную славу. Новым помощником генерала становится подполковник Чарльз Кодмен (Пол Стивенс). Кодмен ужинает с Паттоном и Харольдом Александером (Джек Гуиллим), командующим 15-й группой армий, на котором генерал делится своими планами.
Штаб-квартира союзников в Алжире. Победа союзников в Северной Африке побуждает Паттона и Монтгомери разработать конкурирующие планы высадки в Сицилии. План Паттона, взятый из ссылки на Пелопоннесскую войну, подчёркивает стратегическое значение Сиракуз; если город падёт под ударом оккупационных сил, итальянцы обязательно отступят. Паттон предлагает Монтгомери захватить Сиракузы, тогда как он захватит Мессину и прервёт отход. Хотя план многообещающ и интересен, генерал Дуайт «Айк» Эйзенхауэр, начальник Штаба союзных войск отвергает его в пользу более осторожного плана Монтгомери, который низводит 7-ю армию Паттона к защите левого (западного) фланга 8-й британской армии. Вторжение происходит, но, как и предсказывал Паттон, падение Сиракуз вызывает массовый вывод немецких и итальянских войск с острова, а оставшиеся укреплённые силы задерживают наступление союзников. Возмущённый отсутствием прогресса генерал, взявший по пути Палермо, где освободителей радостно приветствуют жители, клянётся обыграть Монтгомери во взятии Мессины. По пути колонну задерживает на мосту застрявшая повозка, Паттон без промедления пристреливает двух мулов. Уставшие солдаты начинают роптать на подгоняющего их генерала, недовольны им и заместитель Брэдли с генерал-майором Люсианом Траскоттом (Джон Дусетт).
3 июля 1943 года. Во время посещения 93-го эвакуационного госпиталя Паттон замечает плачущего солдата (прототип — рядовой Пол Беннетт) с диагнозом «нервное истощение в боевых условиях» (англ. shell shock). Видя, что боец физически не ранен, Паттон даёт ему пощёчину, угрожает пристрелить за трусость и требует, чтобы он вернулся на передовую. 16 августа Паттон прибывают в Мессину, встречается с Монтгомери. Эйзенхауэр, узнав об инциденте с пощёчинами, через личное письмо распоряжается, чтобы Паттон принёс извинения перед всей 7-й армией, генерал подчиняется. В ноябре об инциденте становится известно американским журналистам, вследствие чего в прессе разражается грандиозный скандал. Несмотря на большую поддержку общественности, в начале 1944 года Паттон получает письмо о своём отстранении.
Антракт.
Аяччо, Корсика. Паттон, стоя на балконе вместе с Шарлем де Голлем, обращается к солдатам «Сражающейся Франции» на французском языке, Кодмен переводит речь журналистам, которым генерал после речи отказывается давать комментарии.
Лондон. С началом высадки в Нормандии и открытием второго фронта Паттона решают поставить во главе вымышленной «1-й группы армий США» (англ. First U.S. Army Group, сокращённо «FUSAG») в ходе «Операции „Сила духа“» (англ. Operation Fortitude). Союзники соглашаются, что присутствие генерала в Англии покажет немцам, что он возглавит вторжение в Европу, тем самым введя их в заблуждение. Генерал неофициально посещает Натсфорд вместе с бультерьером, которого назвал Уильям, но меняет кличку на Вилли после того, как пёс трусит перед маленькой собачкой одной из пожилых женщин. Генерал выступает с речью и открыто отмечает, что в послевоенном мире будут доминировать британское и американское влияние, и с пренебрежением высказывается о Советском Союзе.
"Паттон оскорбляет российских союзников!
По всем Соединённым штатам люди на митингах выражают протест заявлению генерала Паттона, что Англия и Америка будут управлять миром после войны, что русским нечего будет сказать. Лидер конгресса сенатор Клейберн Фосс (Гарри Морган) сказал на это: «Этот человек оскорбил наших русских союзников, предполагая, что миром будут управлять англо-американцы. По моему мнению, он должен быть строго наказан»."
Хотя Паттон возражает против того, чтобы сделать что-то не так, как он говорит, ситуация уже выходит из-под его контроля. Генерал-майор Уолтер Смит (Эдвард Биннс) сообщает Паттону, что решение отправить его домой или оставить в Англии остаётся за генералом Джорджем Маршаллом.
«6 июня. Союзники ворвались во Францию!
В самой большой когда-либо предпринятой земноводной операции предрассветная бомбардировка с моря готовит путь для союзников на берег Нормандии и отчаянно выцарапывает плацдарм на европейском континенте».
Хотя Паттон не присутствует во время высадки, он назначается командующий 3-й армией от генерала Брэдли, теперь ставшего его начальником. В штабе капитан Оскар Штайгер (Зигфрид Раух) подсчитываются численные потери 3-й армии Паттона — убито 4126 человека, ранено — 13084, пропало −18563… убито 8973, ранено 27081, пропало 34100. Армия блестяще проходит через Францию, но неожиданно останавливается, когда припасы перенаправляются на амбициозную операцию Монтгомери «Маркет Гарден» (Голландская операция). Брэдли сообщает о Паттону о его снятии Эйзенхауэром и добавляет, что тот не знает, когда нужно заткнуться, и вообще он уже всех достал. Генерал осматривает поле боя, переживший сражение капитан Честер Хансен (Стивен Янг) сообщает, что его танковый взвод, после того как кончилось горючее, сражался с немцами всю ночь за бензин.
«Союзники освобождают Париж!
Париж освобождён, и во главе идут французские войска. Союзники проходят по городу, четыре года бывшему в оккупации немцев. 2-я танковая дивизия под началом генерал-майора Жака Леклерка (Филипп Леклерк) получила незабываемый приём, как только вошла в свой Париж».
«Монтгомери отправляется в Бельгию !
В стремительном движении на север генерал Монтгомери отрезал и обошёл французские прибрежные города Булонь, Кале и Дюнкерк, продвигаясь вперёд для захвата жизненно важного порта Бельгии Антверпен».
«Паттон мчится прямо в Германию !
Тем временем бОльшая часть армии Паттона пополнила запасы и мчится на танках, пробившись в Саар. Немецкое сопротивление, похоже, рассыпалось и, видимо, ничто не может остановить наши войска в походе до самой Германии».
В ходе Арденнской операции (16 декабря 1944 — 9 января 1945) Паттона отзывают освободить окружённую 101-ю воздушно-десантную дивизию в Бастони в рекордно короткие сроки, прежде чем прорваться через линию Зигфрида. В ходе Бастонского сражения (19 декабря 1944 — 17 января 1945) Паттон выражает гордость неутомимыми войсками. Во время штурма генерал читает молитву по листку. Городом удаётся овладеть.
«Освобождение Бастони !
При поддержке бомбардировщиков и истребителей против немецких позиций части 3-й армии, возглавляемые 4-й бронетанковой дивизией, вошли в Бастонь и сняли осаду с 18 000 её защитников в день после Рождества. Во время этой операции 3-я армия с таким большим войском прошла быстрее и дальше за меньшее время, чем любая другая армия за всю историю Соединённых штатов Америки».
После самоубийства Гитлера 30 апреля Йодль распоряжается Штайгеру уничтожить бумаги, решив поступить так же, как фюрер. Третий Рейх капитулирует. На праздновании победы Паттона грубо отказывается выпить с генералом-лейтенантом Фёдором Катковым. называя того «русским сукиным сыном», переводчику приходится передать это слово в слово. Генерал отвечает той же монетой, после чего оба пьют на брудершафт, пристально смотря в глаза друг другу.
Генерал, катаясь на манеже по кругу на лошади, даёт интервью военным репортёрам, говоря, что после смерти Франклина Делано Рузвельта 12 апреля, обещавшего ему командование на Тихом океане, он не получит его из-за несогласия Дугласа Макартура, выражает неудовольствие использованием ракет в войне, использует пленных на командных позициях несмотря на денацификацию и сравнивает республиканцев и демократов с нацистами. В ходе телефонного разговора с генерал-майором Смитом, сообщившим о недовольстве командования его словами, генерал показывает решимость в развязывании войны с СССР. Монтгомери, получившего звание фельдмаршала, монарший двор готов принять как будущего шефа Королевского генерального штаба.
Паттон прощается со своим штабом и уходит с Брэдли. Тот спасает друга от скатывающейся с пригорка повозки и договаривается с ним об обеде. Паттон идёт выгуливать Вилли за городом, слышен его голос за кадром: «Тысячи лет римские победители, возвращавшиеся с войны, наслаждались триумфом в пышном параде. В процессии шли трубачи, музыканты и чудные животные с побеждённых земель вместе с повозками, гружёными захваченными сокровищами и оружием. Победитель был в триумфальной колеснице с пленными, шедшими на цепях перед ним. Иногда его дети облачались в белое и стояли с ним в повозке, или ехали следом на лошадях. Рабы стояли позади победителя, держа золотой венец. И рабы шептали ему в ухо предупреждение, что вся слава быстротечна».

## В ролях
- Джордж Кэмпбелл Скотт — генерал-лейтенант Джордж Паттон
- Карл Молден — генерал Омар Брэдли
- Майкл Бейтс — фельдмаршал Бернард Монтгомери
- Джек Гуиллим — фельдмаршал Харольд Александер
- Эдвард Биннс — генерал-майор Уолтер Смит
- Джон Дусетт — генерал-майор Люсиан Траскотт
- Морган Полл — капитан Ричард Дженсон
- Пол Стивенс — подполковник Чарльз Кодмен
- Карл Михаэль Фоглер — генерал-фельдмаршал Эрвин Роммель
- Рихард Мюнх — генерал-полковник Альфред Йодль
- Зигфрид Раух — капитан Оскар Штайгер
- Стивен Янг — капитан Честер Хансен
- Гарри Морган — сенатор Клейберн Фосс

## Награды и номинации
- Награды:
- 1971 — премия «Золотой глобус» за Лучшую мужскую роль (драма) (Джордж К. Скотт)
- 1971— 7 премий «Оскар»:
- Лучший фильм (Фрэнк МакКарти)
- Лучший режиссёр (Франклин Дж. Шеффнер)
- Лучший сценарий, основанный на неопубликованном ранее материале (Фрэнсис Форд Коппола, Эдмунд Норт)
- Лучшая мужская роль (Джордж К. Скотт) (отказ)
- Лучший монтаж (Хью С. Фоулер)
- Лучшая работа художника-постановщика
- Ури МакКлири, Хиль Паррондо (постановщики)
- Антонио Матеос, Пьер-Луи Тевене (декораторы)
- Лучший звук (Дуглас О. Уильямс, Дон Дж. Бассман).
- 1971 — премия Гильдии кинорежиссёров Америки за лучшую режиссуру (Франклин Дж. Шеффнер).
- 1971 — премия Гильдии сценаристов США за лучший оригинальный сценарий (Фрэнсис Форд Коппола, Эдмунд Норт)
- 1971— 2 премии Национального совета кинокритиков США:
- Лучший фильм
- Лучший мужская роль (Джордж К. Скотт).
- 1971 — премия Национального общества кинокритиков США за лучшую мужскую роль (Джордж К. Скотт).
- Номинации:
- 1971 — «Золотой глобус»:
- Лучший фильм (драма)
- Лучший режиссёр (Франклин Дж. Шеффнер)
- 1971 — «BAFTA»:
- Лучшая мужская роль (Джордж К. Скотт)
- Лучший звук (Дон Хэлл, Дуглас Уильямс, Дон Бассман)
- 1971— «Оскар»:
- Лучшая музыка: оригинальный саундтрек (Джерри Голдсмит)
- Лучшая операторская работа (Фред Конекамп)
- Лучшие специальные визуальные эффекты (Алекс Уэлдон)